# Philonthus amandava
Philonthus amandava – gatunek chrząszcza z rodziny kusakowatych i podrodziny Staphylininae.
Gatunek ten został opisany w 2013 roku przez Lubomíra Hromádkę na podstawie samca i dwóch samic, odłowionych w 1948 roku.
Chrząszcz o ciele długości od 13,8 do 14 mm. Głowa, przedplecze i tarczka czarne. Głowa szersza niż długa, o oczach dłuższych od skroni, pozbawiona ząbków na tylnej krawędzi. Czułki długie, smukłe, brązowoczarne. Głaszczki i odnóża żółtobrązowe. W grzbietowych rządkach przedplecza po cztery punkty. Pokrywy czerwone, żółtobrązowo owłosione, grubo i gęsto punktowane, nieco ku tyłowi rozszerzone. Odwłok nieco czerwono-złoto-zielono połyskujący, jego początkowe tergity brązowoczarne, tergity od V do VII żółte.
Owad afrotropikalny, znany wyłącznie z Etiopii.